# قيس بن الحدادية الخزاعي
قيس بن الحدادية الخزاعي شاعر جاهلي من الصعاليك، كان شجاعا فاتكا كثير الغارات، تبرأت منه خزاعة في سوق عكاظ وأخبرت أنها لا تحمل جريرة له أو تطالبه بجريرة عليه، كان يهوى أم مالك بنت ذؤيب الخزاعية وله فيها شعر بديع. قتله بنو مزينة في غارة لهم. والحدادية أمه وهي من بني حداد من كنانة، وهناك قوم يجعلونها من حداد محارب، وحداد بالضم من كنامة وحداد بالكسر من محارب.

## نسبه وسيرته
- هو: قيس بن منقذ بن عمرو بن عبيد بن ضاطر بن صالح بن حبشية بن سلول بن كعب بن عمرو بن لحي.
- ينسب إلى أمه الحدادية وهي من بني حداد بن مالك بن كنانة من قبيلة كنانة.[3]

شارك في غارات بين قيس عيلان وخزاعة، وبين هوازن و خزاعة أوردها الأصفهاني في كتابه الأغاني. وهو القائل: